# Digital Millennium Copyright Act
Digital Millennium Copyright Act (DMCA) este o lege a Statelor Unite ale Americii în ceea ce privește drepturile de autor ce implementează cele două tratate din 1996 ale Organizației Mondiale a Proprietății Intelectuale. DMCA face ilegală fabricarea și dezvăluirea tehnologiilor, instrumentelor sau serviciilor care pot fi utilizate pentru a eluda măsurile de accesare a lucrărilor protejate prin drepturi de autor (cunoscute și sub numele de DRM) și, de asemenea, această lege criminalizează eludarea unui dispozitiv de control al accesului, chiar și atunci când nu sunt încălcate drepturile de autor. DMCA prevede și sancțiuni sporite pentru încălcarea drepturilor de autor pe internet.
Aprobat la 8 octombrie 1998 cu votul unanim al Senatului Statelor Unite și contrasemnat de președintele Bill Clinton la 28 octombrie 1998, DMCA constituie un amendament la titlul 17 al U.S. Code pentru a extinde domeniul de aplicare al drepturilor de autor, limitând răspunderea legală a furnizorilor de servicii online pentru încălcarea drepturilor de autor de către utilizatorii lor.
La 22 mai 2001, Uniunea Europeană a adoptat directiva europeană privind drepturile de autor care, în multe feluri, este similară cu DMCA.

## Dispozițiile legii

### Partea I: WIPO Copyright and Performances and Phonograms Treaties Implementation Act
Prima parte a DMCA reformează legea dreptului de autor a Statelor Unite ale Americii pentru a se conforma cu Tratatul OMPI privind drepturile de autor și Tratatul OMPI privind spectacolele și fonogramele, adoptat la Conferință Diplomatică OMPI care a avut loc în decembrie 1996. Tratatele includ două macro-secțiuni. O secțiune tratează lucrările protejate prin tratate specifice din legile SUA privind prevenirea copierii, iar a doua parte (17 U.S.C. 1201) este adesea cunoscută sub numele de prevederi anti-eludare DMCA. Aceste prevederi au modificat căile de atac pentru eludarea sistemelor de prevenire a copierii (numite și „măsuri tehnice de protecție”). Secțiunea conține o serie de limitări și scutiri specifice, pentru fapte precum cercetarea guvernamentală și inginerie inversă în situații specificate. Deși secțiunea 1201(c) precizează că secțiunea nu modifică drepturile substanțiale care stau la baza încălcării drepturilor de autor, remediile sau apărările, nu a făcut aceste apărări disponibile în acțiunile de eludare. Secțiunea nu include o scutire pentru utilizare cinstită de la acte criminale și nici pentru faptul de a nu fi la cunoștință de încălcarea drepturilor de autor, astfel încât răspunderea penală s-ar putea atașa chiar și la o eludare neintenționată în scopuri legitime.

### Partea II: Online Copyright Infringement Liability Limitation Act
A doua parte a DMCA reprezintă o securitate pentru furnizorii de servicii online (inclusiv furnizorii de servicii de internet) împotriva răspunderii pentru încălcarea drepturilor de autor, atâta timp cât îndeplinesc anumite cerințe. Furnizorii de servicii de internet trebuie să respecte anumite linii directoare de siguranță prestabilite și să împiedice accesul la materiale (sau să le elimine) despre care se presupune că încalcă o lege a drepturilor de autor în cazul în care primesc notificare cu privire la o plângere de încălcare a drepturilor de autor.

### Partea III: Computer Maintenance Competition Assurance Act
A treia parte a DMCA a modificat secțiunea 117 din titlul dreptului de autor, astfel încât cei care repară computere să poată face anumite copii temporare, limitate, în timp ce lucrează la aceste dispozitive. Acestă parte a inversat precedentul stabilit în cazul MAI Systems Corp. v. Peak Computer, Inc., 991 F.2d 511 (9th Cor. 1993).

### Partea IV: Miscellaneous Provisions
Partea a patra a DMCA conține prevederi suplimentare:
- Clarificări și completări la atribuțiile United States Copyright Office (organismul oficial al guvernului S.U.A. care ține evidența înregistrărilor drepturilor de autor)
- Adăugarea prevederilor privind copiile temporare pentru radiodifuzori.
- Adăugarea de prevederi pentru a facilita învățământul la distanță.
- Adăugarea de prevederi referitoare la negocierea colectivă și acordarea drepturilor de film.

### Partea V: Vessel Hull Design Protection Act
Partea a cincea a DMCA a adăugat o secțiune dedicată unui tip de protecție sui generis în favoarea modelelor de carenă de bărci. Acestea nu au fost considerate a fi acoperite de legile dreptului de autor, deoarece sunt obiecte utile a căror formă nu poate fi distinsă de funcția lor.

## Critici

### Abuzul de notificare de eliminare
Google a afirmat utilizarea abuzivă a DMCA într-un dosar despre legea privind drepturile de autor din Noua Zeelandă, citând rezultate dintr-un studiu din 2005 al academicienilor Laura Quilter și Jennifer Urban, pe baza datelor de la Chilling Effects Clearinghouse. Notificările de eliminare care vizează o afacere concurentă reprezentau peste jumătate (57%) din notificările primite de Google, a spus compania, și mai mult de o treime (37%) „nu erau revendicări valide privind drepturile de autor”.
În prezent, există trei abuzuri principale ale DMCA. În primul rând, utilizarea cinstită a fost o zonă gri juridică și supusă interpretărilor opuse. Acest lucru a cauzat inechitate în tratarea cazurilor individuale. În al doilea rând, DMCA a fost adesea invocat în mod predominant, favorizând deținătorii de drepturi de autor mai mari în detrimentul celor mai mici. Acest lucru a cauzat eliminarea accidentală a conținutului legitim, cum ar fi o casă de discuri care a eliminat accidental un videoclip muzical de la propriul artist. În al treilea rând, lipsa consecințelor pentru mărturie mincinoasă în pretenții încurajează abuzul DMCA. Acest lucru a cauzat eliminarea temporară a conținutului legitim care poate fi dăunătoare financiar deținătorului legitim al drepturilor de autor, care nu are nicio cale de recurs pentru rambursare. Acesta a fost folosit de companii pentru a defavoriza concurența.
Utilizarea notificărilor de eliminare activate prin DMCA a fost ridicată pentru o serie de servicii care permit utilizatorilor să furnizeze conținut. Preocupările timpurii s-au concentrat asupra serviciilor de partajare de fișiere peer-to-peer, cum ar fi BitTorrent. Asemenea servicii au crescut după ce Napster a fost dat în judecată de mai multe grupuri din industria muzicală în cazul A&M Records, Inc. v. Napster, Inc. (2001), care a decis că Napster era responsabil pentru a permite încălcarea drepturilor de autor în conformitate cu DMCA, deoarece întreținea servere centrale care urmăreau partajarea fișierelor; prin trecerea la modelul peer-to-peer, aceste noi servicii au evitat această posibilă legalitate. Cu toate acestea, unii încă au văzut provocări legale, cum ar fi cazul MGM Studios, Inc. v. Grokster, Ltd. (2005), pe baza faptului că au fost operați comercial și au promovat capacitatea de a partaja lucrări protejate prin drepturi de autor. Serviciile peer-to-peer necomerciale și open-source au reușit să supraviețuiască din aceste jurisprudențe, conducând grupurile de divertisment să implementeze software pe servicii pentru a urmări descărcările, și, ulterior, au încercat să transmită notificări de eliminare și să dea în judecată utilizatorii pe servicii pentru încălcări ale drepturilor de autor în conformitate cu DMCA începând din anul 2003. Cu toate acestea, multe dintre aceste metode au fost imprecise, ducând la o serie de acuzații false la adresa utilizatorilor.

### Abuzul de anti-eludare
În 2015, Volkswagen a abuzat de DMCA pentru a ascunde frauda privind emisiile vehiculelor lor. Dacă DMCA nu ar fi împiedicat accesul la software, chiar și „un cercetător oarecare cu acces legal la software-ul Volkswagen ar fi putut descoperi codul care schimba modul în care mașinile se comportau în timpul testării.”

### Efectul asupra echipamentelor video analogice
Analog Copy Protection (ACP), tehnologia de criptare creată de Rovi Corporation (fostă Macrovision, acum TiVo), este concepută pentru a împiedica încercările utilizatorilor de a reproduce conținuturi prin cabluri analogice. Când un DVD este redat printr-un cablu video analogic și înregistrat folosind un VCR, tehnologia ACP Rovi distorsionează copierea în mod parțial sau complet.
Tehnologia funcționează prin adăugarea unei linii suplimentare la semnalul video. În standardul video NTSC, liniile goale (intervale de golire verticală) pe care utilizatorul nu le poate vedea sunt folosite pentru funcții precum subtitrări. Rovi Corporation folosește aceste linii goale pentru a-și implementa tehnologia ACP.
Implementarea ACP nu a fost plăcută de unii pasionați de videoclipuri. Mulți susțin că tehnologia a dus la probleme de semnal cu VCR și echipamente video analogice. Unele aparate video au citit greșit criptarea folosită pentru a preveni copierea, distorsionând imaginea video, indiferent dacă înregistrarea este originală sau o copie.
DMCA a fost criticat pentru că a forțat toți producătorii de echipamente video analogice să susțină tehnologia de protecție împotriva copierii a Rovi Corporation. Producătorii de echipamente video sunt obligați prin lege să susțină și să implementeze tehnologia proprietară a corporației. Acest lucru avantajează financiar Rovi Corporation, iar cei obligați să o implementeze nu primesc nici profit, nici compensație.
În plus, unii critică implementarea ACP ca o încălcare a drepturilor lor de utilizare cinstită. Un produs de transmisie TV recent dezvoltat, numit Slingbox, folosește semnale analogice pentru a transmite video de la televizor la un dispozitiv mobil. Cu toate acestea, criptarea folosită de ACP blochează transmisia analogică, făcând Slingbox inutilizabil. În plus, ACP blochează utilizarea înregistrărilor în scopuri educaționale. Pe unul sau mai multe conturi, studenții nu au putut să citeze și să înregistreze corect sursele de cablu din cauza restricțiilor ACP.

### Efectul asupra cercetării
DMCA a afectat comunitatea mondială de cercetare în domeniul criptografiei, deoarece se poate argumenta că orice cercetare criptoanalitică încalcă sau ar putea încălca DMCA. Arestarea programatorului rus Dmitri Sklyarov în 2001, pentru presupusa încălcare a DMCA, a fost un exemplu foarte mediatizat al utilizării legii pentru a preveni sau a penaliza dezvoltarea măsurilor anti-DRM. În timp ce lucra pentru ElcomSoft în Rusia, Sklyarov a dezvoltat Advanced eBook Processor, o aplicație software care permite utilizatorilor să elimine informațiile privind restricțiile de utilizare din cărțile electronice restricționate, o activitate legală atât în Rusia, cât și în Statele Unite. În mod paradoxal, în conformitate cu DMCA, nu este legal în Statele Unite să se ofere un astfel de instrument. Sklyarov a fost arestat în Statele Unite după ce a susținut un discurs la DEF CON și, ulterior, a petrecut aproape o lună la închisoare. DMCA a fost, de asemenea, criticat pentru efectul chilling (în common law, frica de a exercita un drept de teama sancțiunilor legale) produs utilizatorilor legitimi, cum ar fi studenții de criptoanaliză (inclusiv, într-un exemplu binecunoscut, profesorul Edward Felten și studenții de la Universitatea Princeton) și consultanții de securitate precum Niels Ferguson, care a refuzat să publice informații despre vulnerabilitățile pe care le-a descoperit într-o schemă de calcul securizată Intel din cauza îngrijorării sale de a fi arestat în temeiul DMCA atunci când călătorește în SUA.

### Efectul asupra inovării și concurenței
În cel puțin un caz în instanță, DMCA a fost folosit de proiecte de software cu sursă deschisă pentru a se apăra împotriva conversiei software-ului (adică, încălcările licenței) care implica eliminarea notificărilor privind drepturile de autor.